# Лейолописма Телфера
Лейолописма Телфера, или сцинк Телфара (лат. Leiolopisma telfairii) — эндемичный островной вид сцинковых ящериц. Назван в честь ирландского ботаника Чарльза Телфера (1778—1833).

## Описание
Лейолописма Телфера — довольно крупный сцинк, длиной до 378 мм. Туловище плотное, вытянутое, цилиндрическое. Длина хвоста занимает чуть более половины от общей длины тела. Хвост ломкий и сцинки могут отбрасывать его при опасности или во время схваток друг с другом. Через некоторое время хвост восстанавливается. Конечности хорошо развиты, сильные и относительно короткие, пятипалые.
Основная окраска спинной стороны оливковая или светло-коричневая с многочисленными мелкими светлыми пятнами, расположенными более или менее выраженными продольными рядами. Брюшная сторона тела голубовато-белая. Чешуя довольно мелкая, гладкая и блестящая, с радужным отливом.

## Распространение
В настоящее время вид встречается только на небольшом (площадью всего около 151 га) острове Иль-Ронд (известном также как остров Круглый) в группе Маскаренских островов, то есть является эндемиком этого острова. В прошлом был распространен также на прилежащих мелких островах Ганерс-Куйон и Флет, но, по-видимому, был уничтожен завезенными крысами.

## Образ жизни
Обитает на каменистых вулканических склонах, среди разреженной кустарниковой и травянистой растительности, под опавшей листвой в эндемичных пальмовых зарослях.
Джеральд Даррелл писал, что лейолописмы Телфера в природе практически не боятся человека и сами приближаются к людям.

### Питание
Лейолописма Телфера питается преимущественно различными беспозвоночными, иногда нападает на более мелких ящериц (эндемичных гекконов Гюнтера, других сцинков, включая собственную молодь). Также поедает растительную пищу (плоды, семена) и падаль.

### Размножение
Самки откладывают 10—16 яиц во влажный песок. Инкубационный период продолжается около двух месяцев.

## Классификация
Другие виды рода Leiolopisma распространены в Новой Каледонии и Новой Зеландии, но лейолописма Телфера родственна двум вымершим маскаренским видам, L. mauritiana с Маврикия и L. ceciliae с Реюньона.

## Охранный статус
Редкий эндемичный островной вид. В прошлом численность снижалась в результате разрушения местообитаний, вызванного эрозией почв из-за уничтожения растительности завезенными в XIX веке на Раунд козами и кроликами. В 1974 году численность популяции сцинков составляла 4000—5000 особей. Некоторое количество сцинков было отловлено и отправлено в Джерсийский зоопарк для последующего размножения в неволе. Помимо Джерсийского зоопарка вид успешно размножался в некоторых других зоопарках Европы и США. Остров Раунд объявлен заповедником и были предприняты меры по сохранению и восстановлению природы острова, включая уничтожение коз и кроликов, посадку эндемичных растений. В результате в последние 15 лет численность лейолописмы Телфера на острове Раунд резко увеличилась.
Несмотря на наличие большой популяции этого вида, он до сих пор считается уязвимым, поскольку встречается только на острове Раунд. Увеличение популяции сцинков на острове Раунд позволяет интродуцировать их на другие острова, такие как Ганерс-Куйон и Остров Белых Цапель. Однако, хотя некоторые эндемичные виды острова Раунд могут быть перемещены на другие острова, на которых они были распространены ранее и которые были очищены от завезенных хищников, лейолописмы Телфера сами являются прожорливыми хищниками, и существуют опасения, что сцинки могут уничтожать другие редкие виды ящериц, эндемичные для этих островов.